# Aki Lahtinen
Aki Lahtinen (Jyväskylä, 31 de outubro de 1958) é um ex-futebolista finlandês.